# Luis de Périnat
Luis de Périnat ou Luis de Périnat y Terry (1872-1923), marquis de Périnat, Grand d'Espagne, est un sculpteur et diplomate espagnol.

## Biographie
Luis de Périnat, issu de la haute noblesse espagnole et élevé au rang de Grand d'Espagne, fut l'attaché de l'ambassade d'Espagne en poste à Paris.
Il était, par passion, un sculpteur amateur de grand talent qui travailla sa passion artistique dans un atelier qu'il possédait à Paris et dans lequel il reçut des étudiants et des modèles. Il eut notamment pour élève le sculpteur espagnol Sebastián Miranda (1885-1975).
Entre 1906 et 1919, il sera l'amant de l'artiste française Cléo de Mérode dont il sculptera le corps. La statue de Cléo de Mérode est toujours visible sur sa tombe au cimetière du Père-Lachaise à Paris.
Luis de Périnat y Terry est mort le 10 mars 1923.